# Mon Keo
Non Keo ou Mom Kaeo (mort en 1633) nom complet Samdach Brhat-Anya Chao Manikya Kaeva Raja Sri Sadhana Kanayudha [Mom Kaeo], fut roi du royaume de Lan Xang entre 1627 et 1633

## Biographie
Second fils du roi Thammikarath, Il monte sur le trône en 1627 après Photisarath II qui avait 
succédé en 1623 à son frère aîné connu par son titre de Upanyuvarath. Son règne est marqué par les querelles et les troubles provoqués par divers prétendants au trône il meurt dès 1633 en laissant deux fils :
- prince (Chao Fa) Dharma [Ton], qui lui succède sous le nom de Tone Kham ou Upanyuvarath II
- prince (Chao Fa) Vijaya Vichai, qui succède à son frère.